# Hadji Butu
Abdulbaki Butu Rasul, beter bekend als Hadji Butu, (Jolo, 1865 - aldaar, 21 februari 1938) was een Filipijns moslimleider en politicus.

## Biografie
Hadji Butu werd geboren als Abdulbaki Butu in 1865 in in Jolo op het gelijknamig eiland Jolo. Hij begon op zesjarige leeftijd met zijn Koranstudie en leerde daarnaast in vier jaar tijd Arabisch.
In 1876, toen Butu slechts 12 jaar oud was, werd hij door de Spaanse gouverneur in Jolo gevraagd om een vredesverdrag tussen de Spanjaarden en de Sultan van Sulu op te stellen. Het verdrag werd door beide partijen ondertekent. Op 16-jarige leeftijd werd hij door Sultan Badarudin aangesteld als minister-president. Drie jaar later vergezelde hij de Sultan op een pelgrimage naar Mekka. Nadien voerde hij de titel Hadji (pelgrim).
Na de dood van Badadurin in 1884 ontstond een strijd om de opvolging. De broer van de oude Sultan, Jamalul Kiram II wist uiteindelijk de meeste steun achter zich te krijgen met hulp van Butu. Ook voor de nieuwe Sultan was hij minister-president en fungeerde hij als minister van oorlog. Tevens gaf hij alle orders van de Sultan door aan zijn volgelingen. De Spanjaarden intervenieerden echter, waardoor Sultan Hiram, een van de rivalen van Kiram de hoofdstad van Sulu, Maimbug veroverden. Kiram moest zich met zijn strijders in de bergen terugtrekken. Butu werd na enkele weken gevangengenomen door de Spanjaarden en terug in Jolo onderwierp hij zich aan de nieuwe Sultan, die hem daarop ook aanstelde als minister-president. Uiteindelijk slaagde Butu erin de strijd tussen Hiram en Kiram te laten eindigen, waarop een periode van rust aanbrak.
In 1898 kwam de Spaanse koloniale overheersing van de Filipijnen ten einde door het einde van de Spaans-Amerikaanse Oorlog en de overdracht van de Filipijnen aan de Amerikanen. In Luzon brak de Filipijns-Amerikaanse Oorlog uit en werd tot 1902 nog verzet geboden. Op Mindanao duurde dit verzet zelfs nog jaren daarna voort. Op Sulu werd echter op voorspraak van Butu in een veel eerder stadium vrede gesloten met de Amerikanen. In augustus 1899 tekende Butu namens Sultan Kiram II een vredesakkoord met de Verenigde Staten, waarin de soevereiniteit van de Amerikanen werd erkend. De VS op hun beurt erkenden het Sultanaat van Sulu en beloofden het islamitische geloof en de gebruiken te respecteren.
Butu werd door de Amerikanen op 10 oktober 1904 de benoemd tot assistent van de militaire gouverneur van Moro Province. Op 20 juni 1913 werd hij benoemd tot Deputy districtsgouverneur van Moro voor het deel dat Sulu omvatte. Twee jaar later volgde een benoeming tot assistent-gouverneur van Moro. In 1916 werd Butu door gouverneur-generaal Francis Burton Harrison benoemd tot senator namens het 12e senaatsdistrict. Hij werd daarmee de eerste moslim senator in de Filipijnen. Een jaar later nam hij ontslag. Van 1923 tot 1931 was Butu opnieuw senator namens het 12e senaatsdistrict. In januari 1937 werd Butu benoemd als lid van de Board of National Language, die eind dat jaar adviseerde om het Tagalog als nationale taal aan te nemen.
Butu overleed in 1938 in zijn woning in Jolo aan complicaties aan de nieren. Hij kreeg vier zonen en acht dochters. Een van zijn zonen was afgevaardigde Hadji Gulamu Rasul.